# Карл Майр
Карл Майр (на немски: Karl Mayr) е офицер на генералния щаб и непосредствен началник на Адолф Хитлер в разузнавателния отдел на Райхсвера, 1919 – 1920. Майр е особено известен като човекът, който въвежда Хитлер в политиката. През 1919 г. Майр нарежда на Хитлер да напише писмото на Гемлих, в което Хитлер изразява своето писмено антисемитско становище.
По-късно Майр става противник на Хитлер и пише в мемоарите си, че генерал Ерих Лудендорф лично е наредил на Хитлер да се присъедини към Германската работническа партия (ДАП) и да я изгради. Доколкото е известно, неговият последен ранг е голям. През 1933 г. той бяга във Франция, след като нацистите се изкачват на власт. Майр е проследен от Гестапо, арестуван, затворен и по-късно убит в концентрационния лагер в Бухенвалд през 1945 г.

## Биография
Майр е син на магистрат. След като завършва гимназия, той е записан на 14 юли 1901 г. в 1-ви баварски пехотен полк в Мюнхен като кадет. Добре разглеждан от своите началници, той постига бърз напредък, ставайки лейтенант през 1903 г. и оберлейтенант през 1911 г.
От август 1914 година е с 1-ви Jägerbattailon. През Първата световна война е бил в битката за Лорейн и Фландрия и участва в началото на 1915 г. с германския алпийски корпус. На 1 юни 1915 г. Майр е повишен до капитан. През 1917 г. е назначен в Генералния щаб на алпийския корпус. На 13 март 1918 г. е назначен за командващ 1-ви баварски Jägerbattailon, с когото служи в групата на Източната армия в Турция от 20 юли до 15 октомври 1918 г.
Малко след войната, от 1 декември 1918 г., Майр действа като командир на 1-ви баварски пехотен полк в Мюнхен. На 15 февруари 1919 г. той е в отпуск от военните, но се връща през май като командир на 6-и батальон на охранителния полк в Мюнхен.
В качеството си на ръководител на разузнавателния отдел, Майр назначава Адолф Хитлер като агент под прикритие в началото на юни 1919 г. Ролята на Хитлер включва информация за войници, заподозрени в комунистически симпатии. Хитлер участва в курсове по „национално мислене“, близо до Аугсбург, организирани от Баварския капитан Майр. След това обучение Майр издава на Хитлер заповедта да стане „антиболшевишки образователен говорител“ на войниците в мюнхенските казарми. Освен това Хитлер е изпратен като наблюдател на многобройните митинги на различните новосъздадени политически партии в Мюнхен. Хитлер отделя много време на срещите и пише доклади за политическите идеи, цели и методи на групите. Това включва проучване на дейностите на ДАП (Германската работническа партия). Хитлер остава впечатлен от антисемитските, националистически, антикапиталистически и антимарксистки идеи на основателя Антон Дрекслер. Дрекслер е впечатлен от ораторските умения на Хитлер и го кани да се присъедини към ДАП, което Хитлер приема на 12 септември 1919 г. След като присъства на следващата среща на 3 октомври, Хитлер заявява пред Майр в своя доклад: „Трябва да се присъедините към този клуб или партия, тъй като това са мислите на войниците от първа линия“.
През март 1920 г. Майр изпраща Хитлер, Дитрих Екарт и Роберт фон Грайм в Берлин, за да наблюдават от близко разстояние събитията на Каповски пуч. На 8 юли 1920 г. Майр е освободен от военна служба като генерал-майор на военната команда VII. Майр през 1921 г. е поддръжник на нацистката партия, но по-късно става критик. През 1925 г. се присъединява към Германска социалдемократическа партия. Впоследствие той е лидер и редактор на „Райхсбаннер Шварц-Рот-Злат“, който е част от военно-мониторинговата сила на партията. В началото на 1930-те години Майр събира информация за Георг Бел, сътрудник на Ернст Рьом, и друг материал срещу нацистката партия, който той публикува в социалдемократическата преса. След 1933 г. Карл Майр емигрира във Франция. След германското нахлуване във Франция през 1940 г. той е арестуван в Париж от Гестапо. Майр е върнат в Нацистка Германия и е задържан в концентрационния лагер в Заксенхаузен до 1943 г., когато е прехвърлен в Бухенвалд и принуден да работи в завода за амуниции „Густлоф“, където на 9 февруари 1945 г. е убит.